# キム・ウォネ
キム・ウォネ（韓国語：김원해、1969年4月6日 - ）は、大韓民国の俳優である。キム・ウォンへと表記する場合もある。

## 経歴
ソウル芸術大学卒業後、1991年にミュージカル『世間知らずたち』でデビューを果たす。セリフのない打楽器パフォーマンス集団「NANTA」に所属し、10年間パフォーマーとして活躍。
2008年、39歳まで演劇活動を行うも先が見えなくなり、華やかな舞台から姿を消すことを決意する。全財産をはたいて海苔巻き屋を開業して経営者の道を歩み始めるも、1年もたたずして閉店してしまう。
2011年より再び芸能活動を再開。tvNのバラエティ番組『SNL KOREA』で抜群の演技力とギャグセンスを発揮させ、ウォネは一躍有名となる。
その後は数多くの映画やドラマに出演し、長年培った演技力から「脇役の名品」と呼ばれている。

## 出演

### 映画
- パイレーツ（2014年）[2]
- ヒマラヤ（2015年）[3]
- ロボット：SORI（音）（2015年）[4]
- アシュラ（2016年）
- 王の預言者（2018年）[5]

### ドラマ
- 美しい時代（2007年、KBS）- チンシ役
- ヴァンパイア検事（2011年、OCN）- カン・チョラン役
- イニョン王妃の男（2012年、tvN）- ホン内官
- ナイン～9回の時間旅行～（2013年、tvN）- パク・チャンミン役
- 見知らぬ人（2013年、SBS）
- 応答せよ1994（2013年、tvN）- キム・ヨンシク役
- ナイショの恋していいですか!?（2014年、tvN）- ハン・ヨンソク役
- ナイン・ジンクス・ボーイズ～九厄少年～（2014年、tvN）- チョ部長役[6]
- ミセン -未生-（2014年、tvN）- パク・ヒョノ役[7]
- モダン・ファーマー（2014年、SBS）- 毒蛇役
- 波瀾万丈嫁バトル（2015年、MBC）- ソン・セウン役
- シグナル（2016年、tvN）- キム・ケチョル役
- モンスター ～その愛と復讐～（2016年、MBC）- ミン・ビョンホ役
- おひとりさま～一人酒男女～（2016年、tvN）- キム・ウォネ役[8]
- キャリアを引く女～キャリーバッグいっぱいの恋～（2016年、MBC）- シン・ジェウク役
- 花郎（2016年、KBS）- ウルク役
- キム課長とソ理事〜Bravo! Your Life〜（2017年、KBS2）- チュ・ナムホ役[9]
- 明日、キミと（2017年、tvN）- ソジュンの父親役
- 力の強い女 ト・ボンスン（2017年、JTBC）- オ・ドルピョ / キム・グァンボク役[10]
- ハベクの新婦（2017年、tvN）
- クリミナル・マインド:KOREA（2017年、tvN）- リーパー / キム・ヨンチョル役[11]
- あなたが眠っている間に（2017年、SBS）- チェ・ダムドン役[12]
- ブラック～恋する死神～（2017年、OCN）- ナ・グァンギョン役
- 推理の女王2～恋の捜査線に進展アリ？！～（2018年、KBS2）- チョ・インホ役
- ラブ・セラピー（2018年、tvN）- キム・ジョンス役
- 私たちが出会った奇跡（2018年、KBS2）
- キミはロボット（2018年、KBS2）- カン・ジェウク役
- ライフ（2018年、JTBC）- イ・ドンス役
- 私だけに見える探偵（2018年、KBS2）- ハン・サンヨプ役[13]
- プレーヤー～華麗なる天才詐欺師～（2018年、OCN）- チャン・インギュ役[14]
- 輝く星のターミナル（2018年、SBS）- パク・テヒ役
- 死んでもいい（2018年、KBS2）- チョン・ビョンヨル役
- とにかくアツく掃除しろ! 〜恋した彼は潔癖王子!?〜（2018年、JTBC）- キル・ゴンテ役[15]
- 死の賛美（2018年、SBS）- ユン・ソクホ役
- 熱血司祭（2018年、SBS）- ウラジミール・コジャイェブ役
- 彼はサイコメトラー -He is Psychometric-（2019年、tvN）
- ホテルデルーナ～月明かりの恋人～（2019年、tvN）- パク・ギュホ役
- 悪魔がお前の名前を呼ぶ時（2019年、tvN）- コン・スレ役
- ファイティン♡ガール!〜Miss Lee〜（2019年、tvN）- パク理事役
- 僕を溶かしてくれ（2019年、tvN）- マ・ピルグ / マ・ドンシク役
- チョコレート（2019年、JTBC）- クォン・ヒョンソク役
- 契約友情（2020年、KBS2）- パク・チュンチェ役
- 夕食、一緒に食べませんか?（2020年、MBC）- （カメオ出演）[16]
- 優雅な友達（2020年、JTBC）- チョン・マンシク役[17]
- スタートアップ: 夢の扉（2020年、tvN）- ナム・ソンファン役
- Hush（2020年、JTBC）- チョン・セジュン役
- 昼と夜（2020年、tvN）- ファン・ビョンチョル役[18]
- それでも僕らは走り続ける（2021年、JTBC）- バーテンダー役
- 五月の青春（2021年、KBS2）- キム・ヒョンチョル役[19]
- 月刊家（2021年、JTBC）- チェゴ役[20]
- ソンジェ背負って走れ（2024年、tvN）-リュ・グンドク役

### バラエティ
- SNL KOREA（2012年、tvN）[21]
- ハッピートゥゲザー3（2016年、KBS2）[22]
- 犬に餌をあげる男2（2017年、ChannelA）[23]

## 賞とノミネート

### 受賞
- 2017年「SBS演技大賞 優秀俳優賞」
- 2018年「KBS演技大賞 優秀俳優賞」

### ノミネート
- 2017年「KBS演技大賞 優秀俳優賞」